# Hedvig Svantepolksdotter
Hedvig Svantepolksdotter eller Hedwig von Pomerellen dotter till Swietopelk II, hertig av Pommerellen 1190/1195-1266 och Euphrosyne Wielkopolska ca 1195-1235. Gift med hertig Knut Valdemarsson av Reval.

## Barn
- Svantepolk Knutsson[källa behövs]